# Die Blutschule
Die Blutschule ist ein Psychothriller des Schriftstellers Sebastian Fitzek aus dem Jahr 2015, der unter dem Pseudonym Max Rhode erschien. Im Roman geht es um Simon und seinen Bruder Mark, die einen Horrortrip erleben. Parallel veröffentlichte Fitzek Das Joshua-Profil, wo es um den Schriftsteller Max Rhode geht.

## Handlung
Die Familie Zambrowski zieht aus Berlin in den Landkreis Oder-Spree. Gleich nach der Ankunft im Haus, das einmal dem verstorbenen Vater von Vitus Zambrowski gehört hat und seit einiger Zeit von ihm renoviert wird, taucht  Vitus’ Kindergartenfreund, der Polizist Raik, mit seiner Kollegin Alexandra Tornow auf, um die Familie zu begrüßen. Sie machen auf den in der Nähe wohnenden, wegen Pädophilie vorbestraften „Stotter-Peter“ aufmerksam, was die Familie zunächst in Aufregung versetzt. Als die Söhne Simon und Mark die Gegend erkunden, treffen sie auf Stotter-Peter, der sie in sein Baumhaus lockt. Dort erzählt er ihnen vom „Storkower Seelenspiegel“, durch den ein Hund namens Gismo geschaut habe und seitdem unsterblich sei. Stotter-Peter zeigt ihnen auch Bilder von Gismo, nachdem ein LKW über ihn gefahren ist. Gismo liegt aber gegenwärtig unterhalb des Baumhauses.
Als Simon mit Mark am nächsten Tag erneut die Umgebung erkundet, will er sich mit dem Nachbarschaftsmädchen Sandy treffen. Das Treffen läuft jedoch schief und Simon wird von Juri, jemandem aus Sandys Clique, verprügelt. Schwer verletzt kommt er nach Hause, wo er mit Fragen von seinen Eltern gelöchert wird, unter anderem, wo sein Bruder Mark sei. Mark trifft kurze Zeit ebenfalls schwer verletzt im Haus ein, sagt aber wie Simon, er sei gestürzt. Da sein Vater und Raik Stotter-Peter hinter den Verletzungen der Kinder vermuten, suchen sie diesen auf und prügeln auf ihn ein.
Einige Tage später steht plötzlich Sandy vor Simons Tür. Sie gehen ans Seeufer und Sandy möchte Simon zeigen, wie lange sie unter Wasser bleiben kann Dabei wird sie jedoch bewusstlos. Simons Vater taucht auf und beginnt mit den Wiederbelebungsmaßnahmen. Währenddessen sieht Simon spinnenartige Wesen aus Sandy herauskommen und in seinen Vater übergehen.
In den nächsten Tagen verändert sich zunehmend das Verhalten des Vaters. Er ist emotionslos und gibt in der Nacht unnatürliche Schreie von sich. Eines Tages möchte er mit seinen beiden Söhnen auf eine unbewohnte Insel im Großen Storkower See fahren. Er führt sie zu einem Gebäude auf der Insel, das im Inneren einer Schule gleicht. Er sagt ihnen, sie werden hier das lernen, was man nicht in einer normalen Schule lernt, nämlich das Töten. Zunächst gibt er ihnen die Aufgabe, ein Opfer zu suchen, und gibt ihnen vier Stunden Zeit dafür. Die Brüder sind verwirrt und wollen von der Insel verschwinden, doch der Vater hat die Paddel des Bootes versteckt. Schließlich tauchen sie mit einer kleinen Katze beim Vater auf. Die nächste Zeit gibt er ihnen Unterricht im Überleben in der Natur und lässt sie eingesperrt ausharren. Schließlich gibt er ihnen die zweite Aufgabe: Er hat Sandy entführt und ihr den linken Daumen entfernt. Sollten die Brüder sie finden, könne man ihr den Daumen vielleicht wieder annähen. Die beiden finden Sandy schließlich in einem Loch, gefesselt an ein Tellereisen. Sie versuchen vergeblich, das Mädchen zu befreien, indem Mark Simon mit dem Seil, das ihnen ihr Vater zusammen mit einer Säge gegeben hat, abseilt. Kurz darauf verschwindet Mark jedoch und der Vater taucht auf und erklärt, dass sie mit der Säge das Tellereisen nicht durchtrennen können. Simon solle ihr also Sandy den Fuß abtrennen, oder der Vater werde das Streichholz, das er in der Hand hält, auf seinen mit Diesel übergossenen Bruder fallen. Simon tritt seinem Vater in den Genitalbereich, fängt das Streichholz auf und wirft es auf seinen Vater, woraufhin dieser zu brennen beginnt.
Simon, Mark und Sandy flüchten mit dem Boot auf das Festland und suchen eine Gaststätte auf, dessen Besitzer die Rettungsdienste informiert. Neben dem Rettungsdienst trifft auch Raik ein. Dieser nimmt die Brüder mit und fährt sie nach Hause, glaubt ihnen jedoch ihre Geschichte nicht. Als er den Vater der beiden antrifft, übergibt er sie ihm und verschwindet wieder. Der Vater fährt mit der misshandelten Mutter zur Insel, um sie ihr zu zeigen. Währenddessen telefonieren Simon und Mark mit Stotter-Peter, der von Vitus von einer Brücke gestoßen wurde und nun ab der Hüfte gelähmt ist und sich derzeit bei Sandy im Krankenhaus befindet. Er erzählt ihnen, dass Sandy in den Storkower Seelenspiegel geschaut habe. Das Böse sei bei ihrer Wiederbelebung aus ihr in den Vater übergegangen. Dieser könne nur durch jemanden getötet werden, der ebenfalls in den Spiegel geschaut hat. Mark rennt sofort los und schaut in den Splitter, den Peter vor langer Zeit im Haus der Zambrowskis deponiert hat. Dann macht er sich auf den Weg zur Insel, wo sich der Vater befindet, um diesen zu töten. Als Simon etwas später ebenfalls eintrifft, sieht er gerade, wie sein Vater seinen Bruder tötet. Simon versucht, Mark wiederzubeleben, scheitert jedoch. Sein Vater fährt mit dem Unterricht fort und verlangt, dass Simon seiner Mutter in die Beinarterie schießt, damit sie verblutet. Simon nimmt die Waffe und schießt zweimal auf den Vater, woraufhin dieser stirbt.
Fünfzehn Jahre später erfährt man, dass Mark seinerzeit durch Simon für kurze Zeit wiederbelebt werden konnte und auf diese Weise wenige der „kleinen Spinnen“ auf Simon übergegangen sind. Da es nur ein paar waren, konnte er seinen Vater zwar verwunden, aber nicht töten.
Simon hat jetzt zwei Kinder mit Sandy und zeigt diesen die Insel, auf der sein Vater ihn früher das Töten gelehrt hat. Sandy und die Kinder wissen nichts von dem Bösen, das laut Simon über die Jahre in ihm anwächst wie ein Tumor.
Die beiden Töchter finden eine Hütte, die aussieht wie ein Klassenzimmer. Simon sagt dann nur noch, er könne ihnen die nächsten Tage zeigen, was Angst bedeutet.
Nachdem er Tage später ohne seine Familie von der Insel gekommen ist, kann er bei der Beerdigung seines Vaters (der an einem Toast erstickt ist) von der Polizei gefasst und in die Psychiatrie eingeliefert werden. Jetzt wartet er darauf, dass ihn jemand verletzt, damit er an einem anderen Ort außerhalb wieder zu Kräften kommen kann, um jedem, der ihm seine Geschichte nicht glaubt, auflauern und beweisen zu können, dass er unsterblich ist.
Damit endet sein Patiententagebucheintrag und es gibt einen Nachtrag seines behandelnden Arztes. Dieser beschreibt, dass er vier Jahre in der Klinik war und ihm dann der Ausbruch gelungen ist. Seit drei Wochen hat ihn niemand gesehen-

## Figuren
- Simon Zambrowski: Sohn des Zambrowski-Paars, Bruder von Mark Zambrowski, 13 Jahre alt
- Mark Zambrowski: Sohn des Zambrowski-Paars, Bruder von Simon Zambrowski, 14 Jahre alt
- Vitus Zambrowski: Vater von Simon und Mark Zambrowski
- Mutter Zambrowski: Mutter von Simon und Mark Zambrowski
- Sandra „Sandy“ Sturm: Nachbarmädchen
- Michaela Sturm: Sandys Mutter
- Juri: Person aus Sandys Clique
- „Stotter-Peter“ Landenberg: vorbestraft wegen Pädophilie, Nachbar der Zambrowskis
- Raik: Streifenpolizist und Kindergartenfreund von Vitus Zambrowski
- Alexandra Tornow: dessen Kollegin

## Hintergrund
Kurz nach der Veröffentlichung von Die Blutschule wurde Das Joshua-Profil ebenfalls veröffentlicht, wo es um den Schriftsteller Max Rhode und seinen einzig erfolgreichen Roman Die Blutschule geht. Da Sebastian Fitzek Die Blutschule unter dem Pseudonym Max Rhode veröffentlichte, war nicht von Anfang an klar, dass der Roman von ihm stammte. Unter anderem hat er sich mit Vollbart und Tätowierungen verkleidet und seine Bücher als Max Rhode auf der Frankfurter Buchmesse präsentiert.
Als kurze Zeit später Das Joshua-Profil erschien, wurde letztendlich klar, dass der Protagonist des Romans Max Rhode ist und Die Blutschule die Hintergrundgeschichte dazu liefert. In der Romanverfilmung von Das Joshua-Profil spielt Sebastian Fitzek einen Buchhändler, der bei einer Vorlesung von Max Rhode anwesend ist.
Die Blutschule entstand bei den Arbeiten an Das Joshua-Profil. Fitzek wollte sich besser in die Psyche des Max Rhode hineinversetzen und schrieb deshalb seinen Roman, um auch die Kindheit des Schriftstellers besser zu „kennen“, die er in Die Blutschule indirekt schildert. Er testete eine andere Art zu schreiben als in seinen sonstigen Büchern, was ihm so viel Spaß bereitete, dass er den Roman zu Ende schrieb.
Nach seiner Veröffentlichung im Oktober 2015 war Die Blutschule 19 Wochen lang auf der Bestsellerliste der Spiegels in der Rubrik Paperback Belletristik und erreichte dort 46/2015 und 2/2016 jeweils Rang 2.

## Textausgaben
- Sebastian Fitzek: Die Blutschule. Bastei Lübbe, Köln 2015, 255 Seiten, ISBN 978-3-404-17267-2.